# جون ديكنسون
جون ديكنسون (بالإنجليزية: John Dickinson)‏ هو قاضي أسترالي، ولد في 1806، وتوفي في 16 مارس 1882.